# 馬自達Cosmo
馬自達Cosmo（日语：マツダ・コスモ）是日本馬自達在1967年至1972年、1975年至1996年間製造販售的雙門跑車，亦是日本車壇中第一輛搭載轉子引擎的車款。

## 概要
第一代Cosmo在1964年9月在全日本汽車展覽（日语：全日本自動車ショー，現改稱東京國際車展）上，時任東洋工業（馬自達之前身）的社長松田恒次駕著Cosmo的原型車來到展場時，這部搭載轉子引擎的車立刻引起一陣騷動。
對於馬自達而言，這部搭載雙轉子引擎的量產車Cosmo Sports是一個重要的里程碑。自1961年馬自達與德國NSU車廠（為現在奧迪的前身之一）簽約取得汪克爾引擎的專利權以來，該公司克服了許多橫阻在研發之路的技術困難：引擎鑄造技術、轉子室內壁的波狀磨損（戲稱為「惡魔的爪痕」）、轉子頂點的密封部件材質等，才誕生了這輛雙門跑車。
從此之後，雖然馬自達仍持續生產傳統往復式活塞引擎或柴油引擎汽車，但整個車系家族裡性能最強悍、最具代表性的通常都搭載轉子引擎，諸如RX-7、RX-8等。

## 歷史

### 第一代（L10A系/L10B系 1967年-1972年）

#### 原型車
1963年10月26日至11月10日舉辦的第10屆全日本汽車展覽（日语：全日本自動車ショー，現改稱東京國際車展），當時仍稱東洋工業的馬自達汽車展出一具單轉子引擎（399c.c. X 1，最大馬力35ps）與一具L8A型雙轉子引擎（399c.c. X 2，最大馬力70ps），當時尚未展出實車，但以繪畫的形式公開Cosmo Sports的外觀。
翌年9月26日至10月9日舉辦的第十一屆全日本汽車展覽上，實車（原型車）終於出現在世人眼前。由社長松田恒次親自駕駛這部原型車自廣島出發到展場，回程時沿路拜訪各區域經銷商、日本首相池田勇人、主要往來銀行住友銀行（現為三井住友銀行）等。
1965年10月29日至11月1日舉行的第12屆車展上，公開展示「最終生產型」原型車。彼時，該公司正委託全國各地的區域經銷商進行實用化測試，不過測試內容並未公開。次年第十三屆車展上依舊展示原型車，不過馬自達依照經銷商回報的缺失逐一改善，並公布預定於1967年春季發售、價格未定。在正式上市之前，馬自達總共製造了60輛給各地經銷商、20輛留作公司內部測試之用。其內容包含連續10萬公里的耐久性試驗、總距離70萬公里的行駛試驗，實施時間長達一年。

#### 前期型L10A系
開發代號為L10A的前期型Cosmo Sports終於在1967年5月正式問世，搭載10A型0810轉子引擎，排氣量為491c.c. X 2，轉子直徑為60mm，引擎壓縮比9.4，最大馬力110ps / 7,000rpm，扭力峰值13.3kgm / 3,500rpm。最高速度185km/hr，0至400公尺加速需時16.3秒。此具轉子引擎的缸體採用鋁合金翻沙鑄模，其鋁合金經過碳化處理以加强剛性。為了耐磨，缸内更經過硬質鍍鉻表面處理；偏心軸以鉻鉬鋼製成，轉子本體則由鑄鐵製成，其頂端的菱封與角封則採用與缸體相同的碳化鋁合金製作。綜合以上技術，10A型的連續運作時間成功增加到四百小時。前輪懸吊系統為A臂加彈簧圈，並附防傾桿；後輪則由第迪安式活軸懸吊（live axle with a de Dion tube）、拖曳臂和半橢圓形片簧組成。前輪的制動系統為無油壓輔助的碟煞，後輪則為鼓煞。

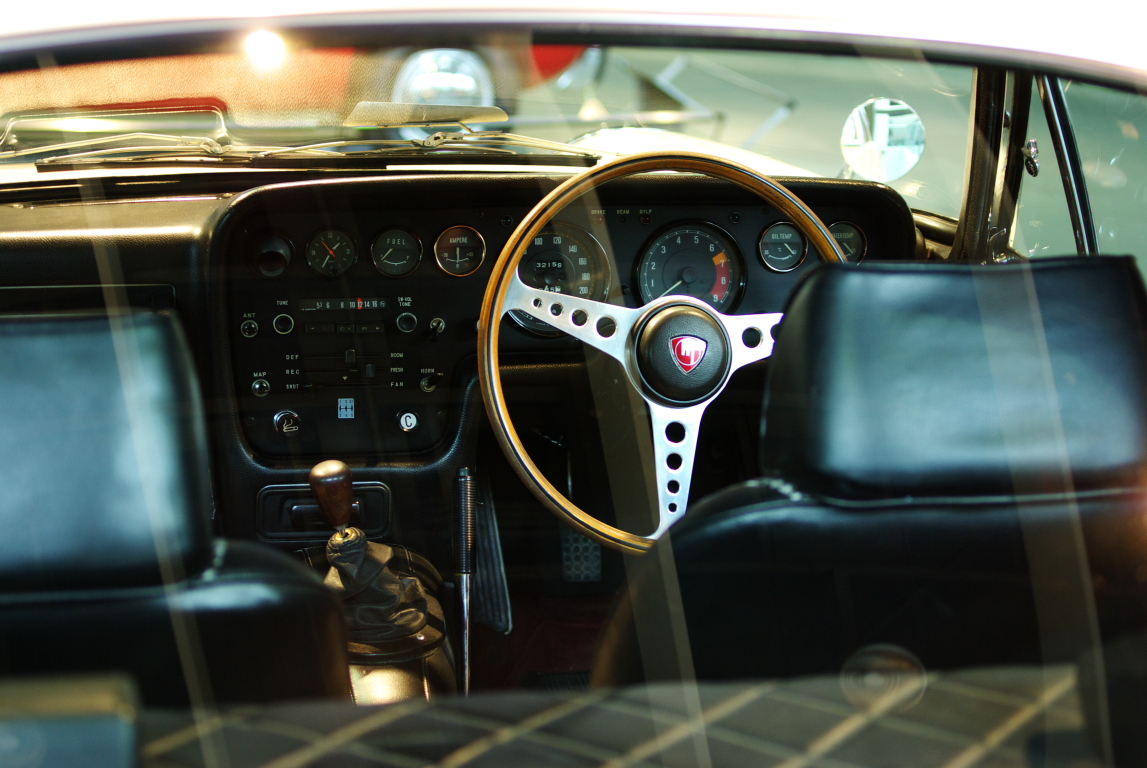
後期型的儀錶板

內裝方面，儀表板中央為無反射式玻璃、外罩鋁製塗黑邊框，七連表由左至右依序為時鐘、油量表、電流表、速度表、轉速表、油溫表、水溫表。座椅鋪以黑和白相間的千鳥格紋羊毛，並考量到人體乘坐時的透氣性；此外，前期型車款的座椅並沒有頭枕。B柱後方的後玻璃彎曲率相當大，使得車室空間具有開放感。為了搭載轉子引擎，車身採用半硬殼式結構（semi-monocoque）。為了使消費者聯想到轉子引擎的高性能，整體車身採流線造型設計，以現今的眼光而言，此設計仍屬前衛新潮。
關於售價，以當年日本國產同級車作比較：
- 五十鈴117 Coupe：172萬日圓
- 馬自達Cosmo Sports；148萬日圓
- 達特桑Fairlady 2000：88萬日圓
- 達特桑Skyline 2000GT-B：94萬日圓

以油耗表現而言，引述日本《Car Graphic雜誌》（日语：カーグラフィック）做過的測試數據如下：
- Cosmo Sports（L10A型）：8.3km/L（試驗距離：一般道路998公里、賽道108公里，見1967年9月號刊）
- Capella Rotary Coupe GS：7.07km/L（試驗距離：4,300.6公里，見1970年10月號刊）
- Savanna RX-7 Limited（SA22C型）：7.68km/L（試驗距離：1,555公里，見1978年6月號刊）
- Savanna RX-7 GT-X（FC3S型）：5.0km/L（試驗距離：1,007公里，見1985年12月號刊）
- Ẽfini RX-7 type R（FD3S型）：5.2km/L（試驗距離：970公里，見1992年2月號刊）

當然每個年代的道路狀況、測試條件等外在因素不同，上述數據並不能一概而論，僅列出供作參考。

#### 後期型L10B系
在上市後隔年，也就是1968年7月進行小改款，內容包含：變更進氣壩形狀、將軸距加長150mm、車重增加了20公斤、新增煞車冷卻口與前後輪輔助煞車倍力裝置、手動排檔改為五速、改變10A型0813轉子引擎進、排氣埠的正時以提升吸氣效率，使得最大馬力與扭力提升至128ps / 7,000rpm與14.2kgm / 5,000rpm。如此一來，極速變成200km/hr，0至400公尺加速變成15.8秒。相對來說，售價調高至158萬日圓。
總計第一代Cosmo Sports總共製造的數量為：
| 日期                   | 數目    | 引擎型式  | 敘述               |
| ---------------------- | ------- | --------- | ------------------ |
| 1963年                 | 2輛     | L8A型     | Cosmo原型車        |
| 1964年                 | 1輛     | 10A型     | 東京國際車展原型車 |
| 1965年元月             | 80輛    | 10A型0810 | 量產前試驗用車     |
| 1967年五月至1968年七月 | 343輛   | 10A型0810 | 前期型             |
| 1968年七月至1972年九月 | 1,176輛 | 10A型0813 | 後期型             |

1968年美國《汽車趨勢雜誌》（Motor Trend Magazine）將Cosmo評選為「年度最佳進口車」，1969年10月日本機械學會（日语：一般社団法人日本機械学会，縮寫成JSME）也公開表揚馬自達公司對汪克爾引擎的突破性發展，並於翌年4月頒發獎章。

#### 競技賽事
為了證明實用量產化轉子引擎的可靠性，馬自達在1968年8月將兩輛車以馬自達110S之名投入位於德國纽博格林赛道舉辦的「84小時馬拉松耐久賽」（84-hours Marathon de la Route）。競爭對手計有BMW、保時捷、Saab、達特桑（日產汽車前身）、Lancia、Simca、歐寶等車廠，共計59輛車參賽，後來僅有26輛跑完全程。這個耐久賽以84小時後所行駛的距離來決定名次，結果這兩部110S分別排名第四、五位，僅敗給保時捷與Lancia車隊。

#### 其他
1. 在馬自達與德國NSU車廠之間的穿針引線者為石原慎太郎，因石原家源自廣島縣（馬自達總部所在地），透過前日本首相吉田茂撮合認識德國總理康拉德·阿登纳（Konrad Adenauer），再轉介NSU車廠給馬自達公司認識。
2. 1967年被日本警視廳第八方面交通機動隊採用作為高速巡邏車，專門使用在調布市和八王子市之間開通的中央自動車道。
3. 自Cosmo Sports的發售日起，馬自達在1967年6月1日於全國各大報刊登全版廣告，標題為「世界注目的轉子引擎搭載汽車終於登場！」。翌日，豐田汽車也不甘示弱地刊登2000GT的全版廣告，兩家車廠之間對抗的煙硝味可由此看出。
4. 此車款入選日本公益社團法人汽車技術會舉辦的「日本汽車技術240選」[4]
5. 圓谷製作公司於1971年播放的第三部超人力霸王系列《杰克奧特曼》，使用馬自達Cosmo 作為劇情裡的警備用車。
6. 烏龍派出所動畫第82集，麗子與麻里愛所駕駛的『宇宙號』即是第一代車型。

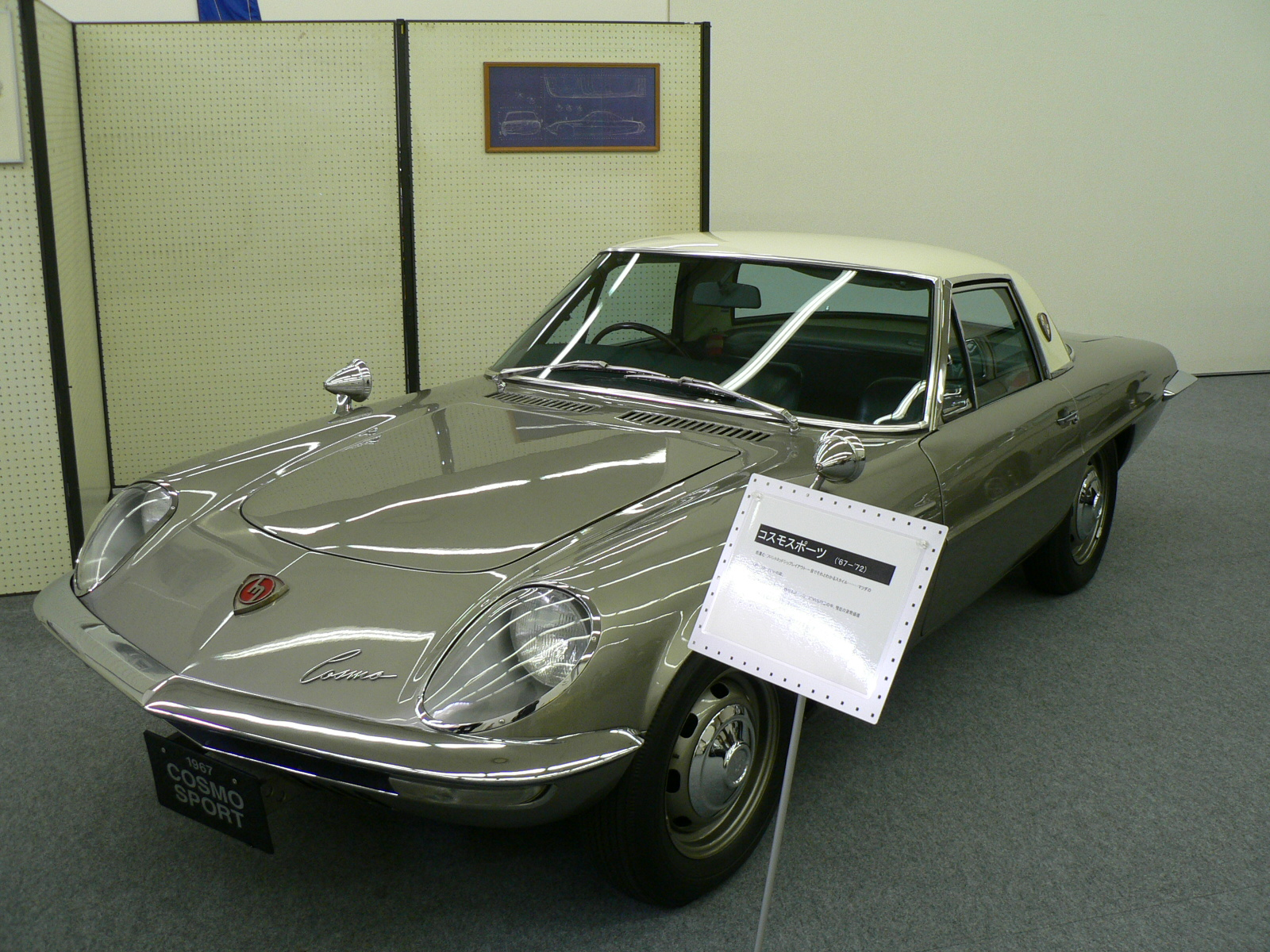
車頭
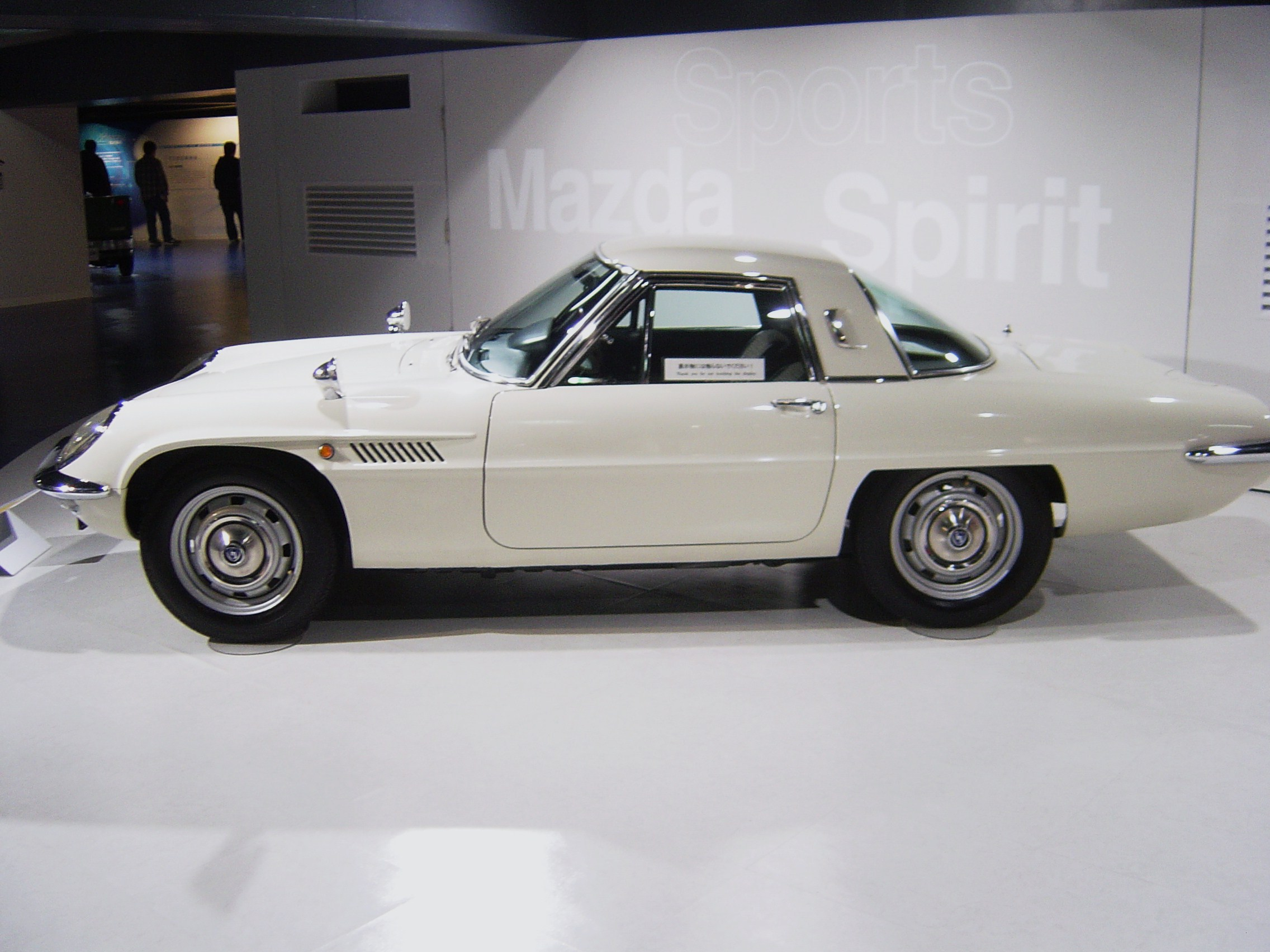
車側
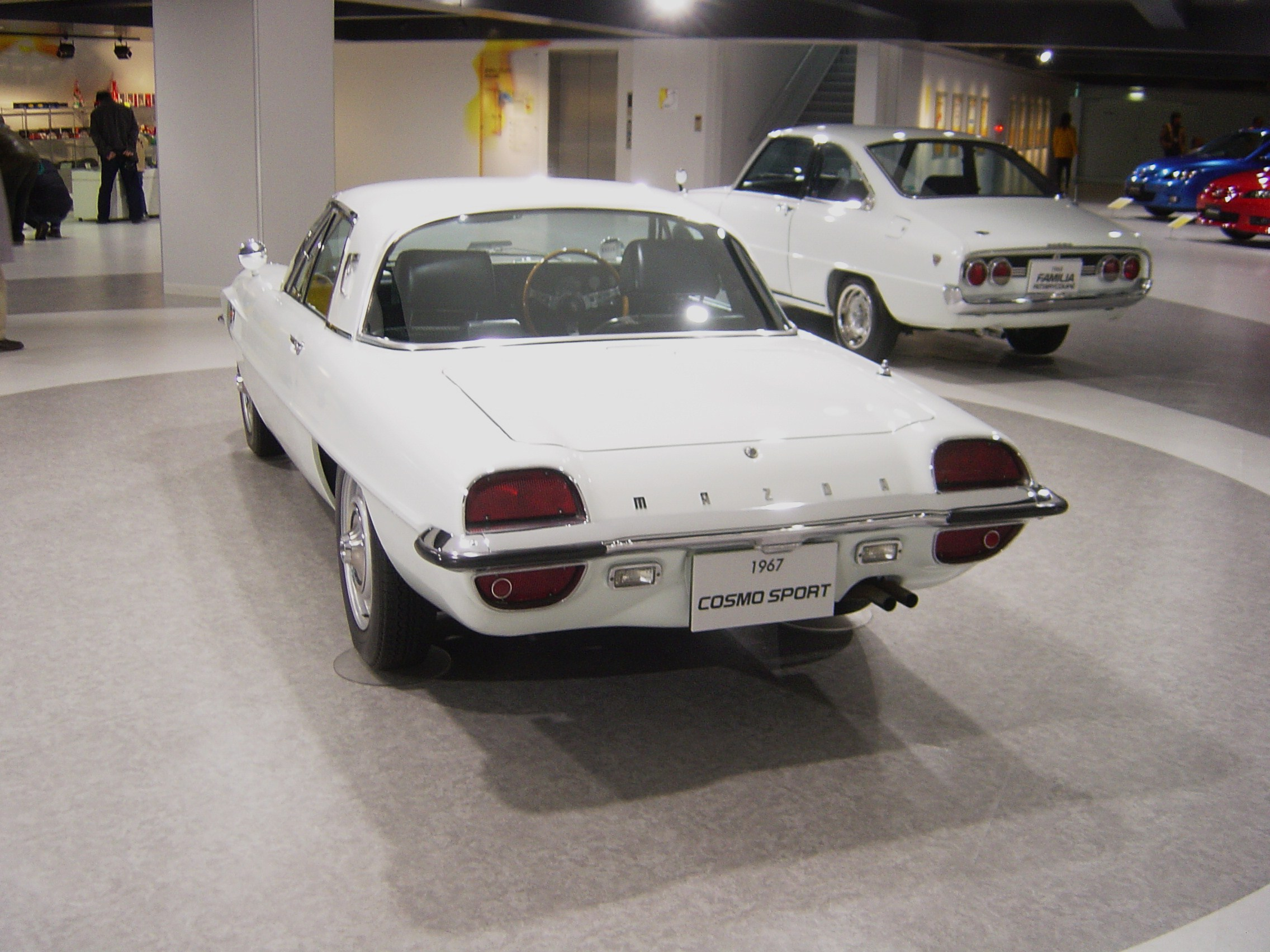
車尾
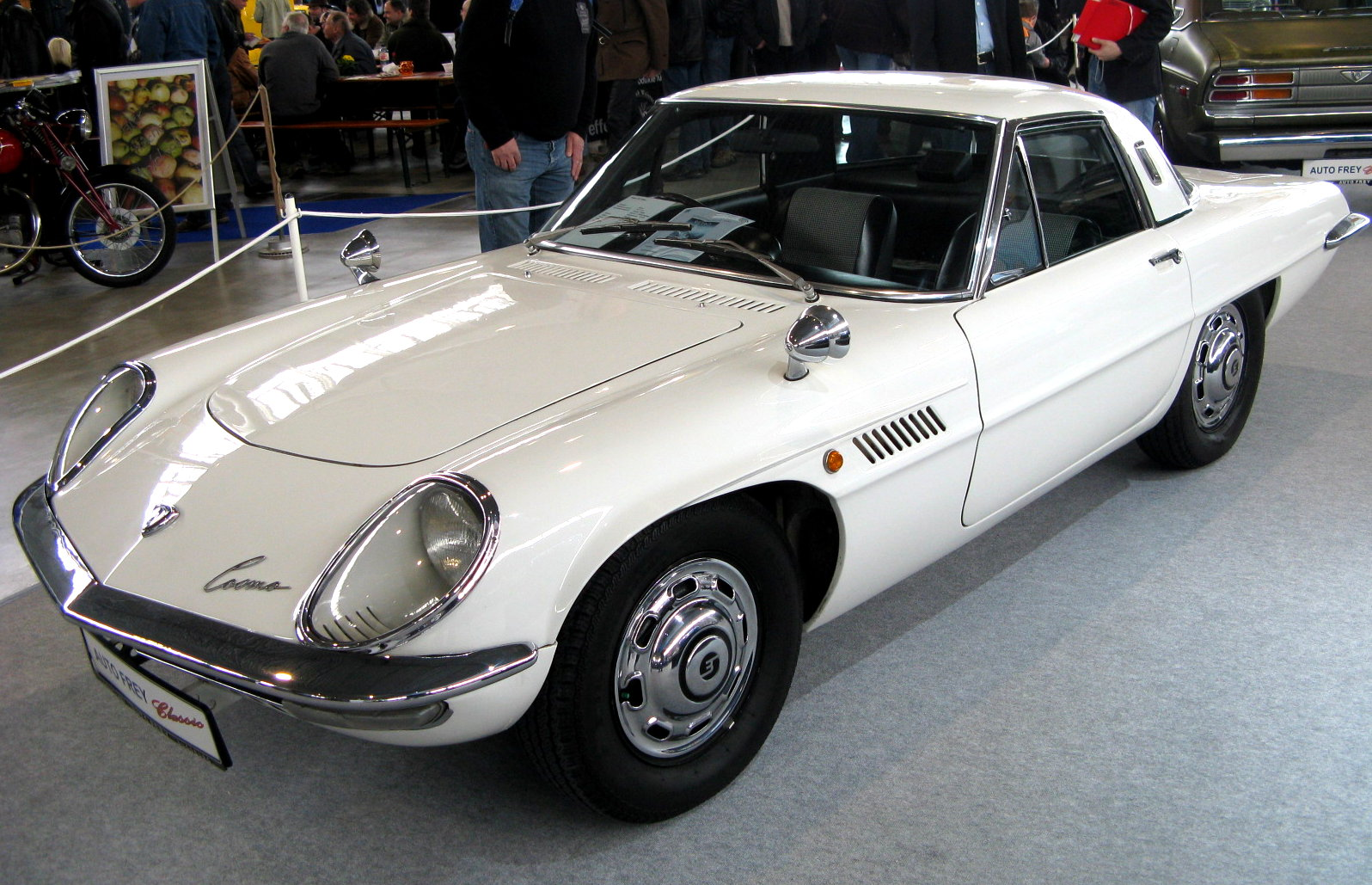
車頭（德國司圖加特）
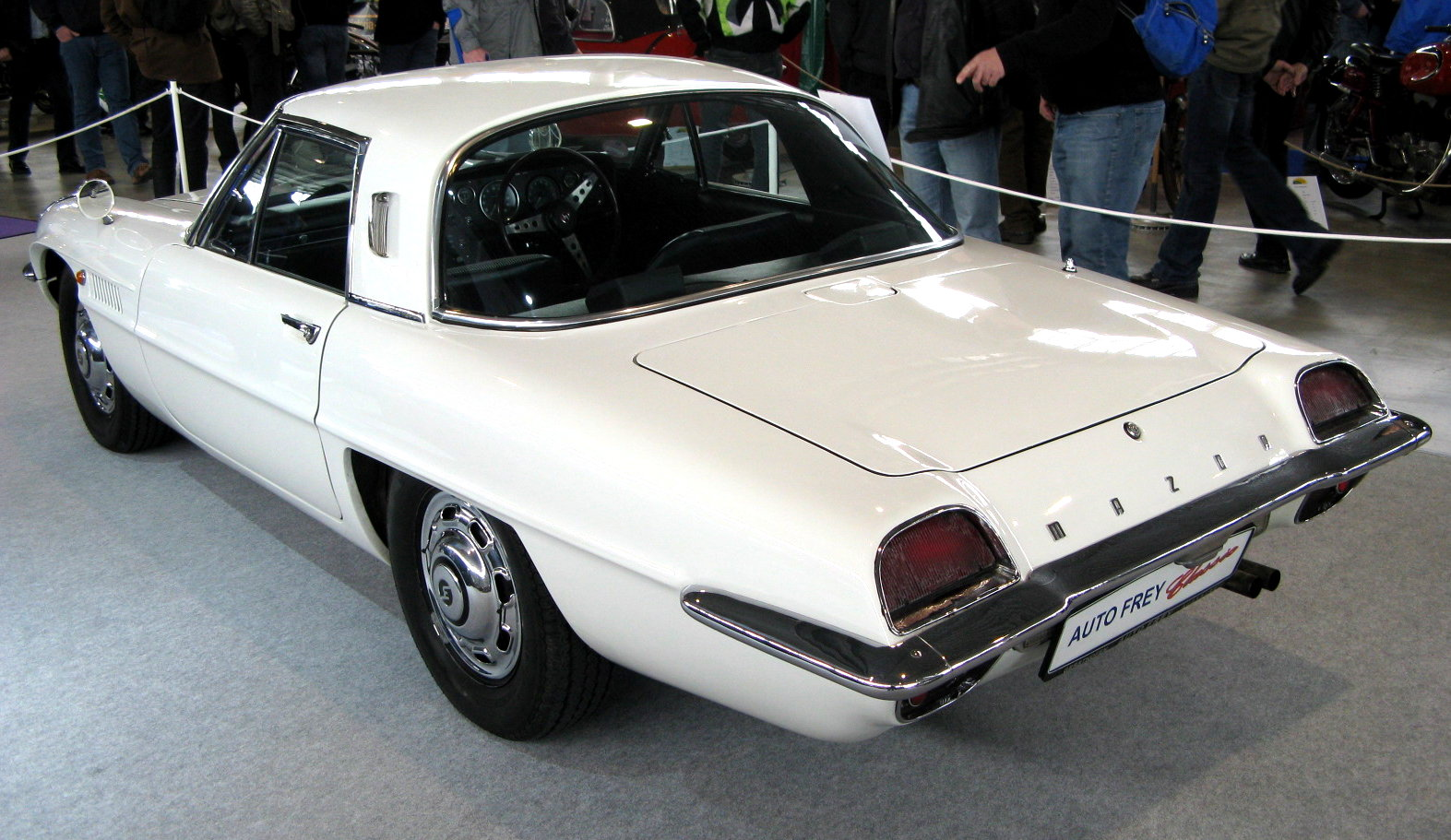
車尾（德國司圖加特）
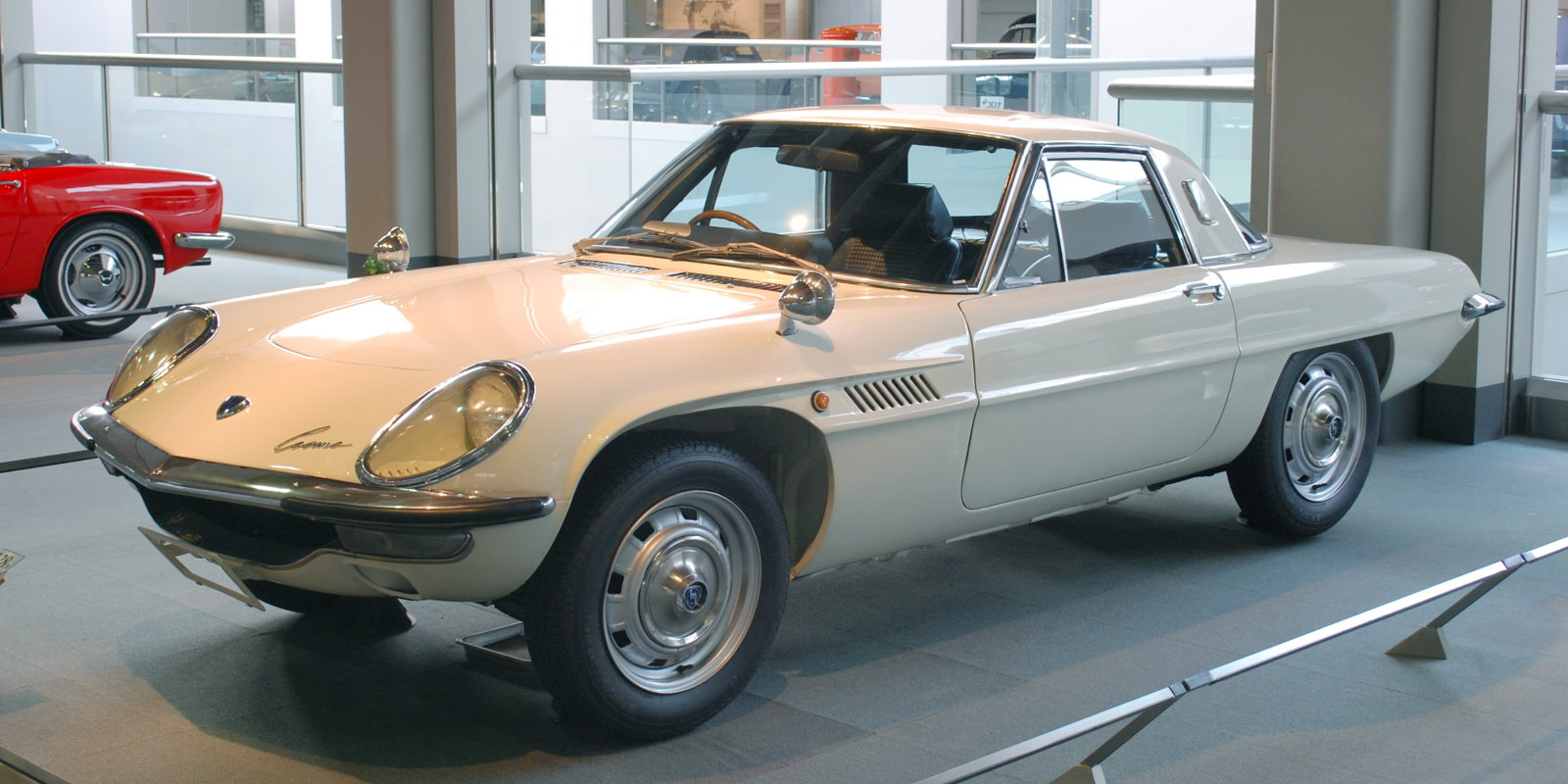
車頭

### 第二代（CD系 1975年-1981年）

#### Cosmo AP / 馬自達RX-5
1975年 - 第一代Cosmo Sports在1972年停產後，時隔三年，馬自達在日本市場推出了Cosmo AP。「AP」是anti-pollution之意，因當時日本政府頒布新的汽車廢氣排放規定）而調整引擎的廢氣排放。而外銷海外市場的車名則為馬自達RX-5，另外搭載往復式活塞引擎的版本在海外市場則稱呼為馬自達121（不過後來固定成馬自達小型車的外銷版稱呼，但車種歷經許多變化，詳情請參見馬自達121）。所以，動力來源共有四種：
- 573c.c. X 2 12A型轉子引擎；最大馬力125ps。
- 654c.c. X 2 13B-AP型轉子引擎：最大馬力135ps。

以上兩種版本在海外市場稱為馬自達RX-5 
- 1.8L直列四缸SOHC VC型引擎

以上版本在海外市場稱為馬自達Cosmo 1800 AP 
- 2.0L直列四缸SOHC F/MA型引擎

這款車前期型的最大特徵是四盞圓形頭燈與L字型尾燈，不過1979年進行小改款，除修改進氣壩造型外，頭燈也改成兩盞方形燈。
此外，該款車也裝置了一種原廠稱為「扭矩滑動器」（日语：トルクグライド）的扭力轉換器。因為轉子引擎在低轉速域的扭力比往復式活塞引擎弱，故此裝置能防止引擎熄火，但無法像扭力轉換器一樣加大扭力。所以，手動變速箱的排檔桿增加了類似自排變速箱「P」的停車檔。

#### Cosmo L
Cosmo AP上市後過了兩年，馬自達又發售了外觀設計迥異的Cosmo L。「L」為land top的意思，源自於高級馬車的屋頂形式。原本AP車型為快背式（fastback），也就是C柱向後延伸至車尾；但L車型卻順應美國市場的需求，改成三廂式的客貨兩用車型（notchback）。諷刺的是，由於AP車型的銷售成績不佳，後來L車型並未外銷，僅在日本國內販售而已。

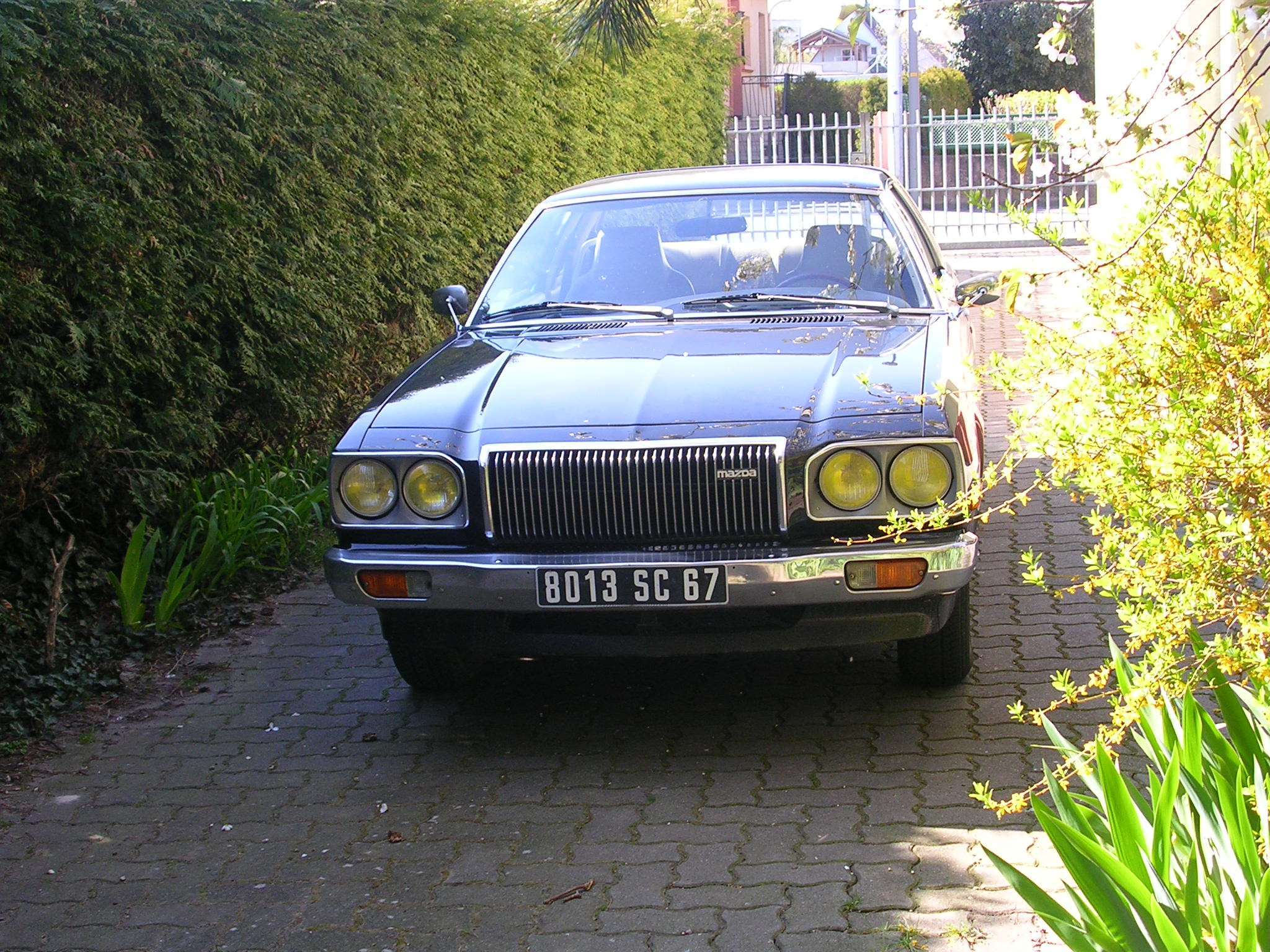
外銷版的馬自達121
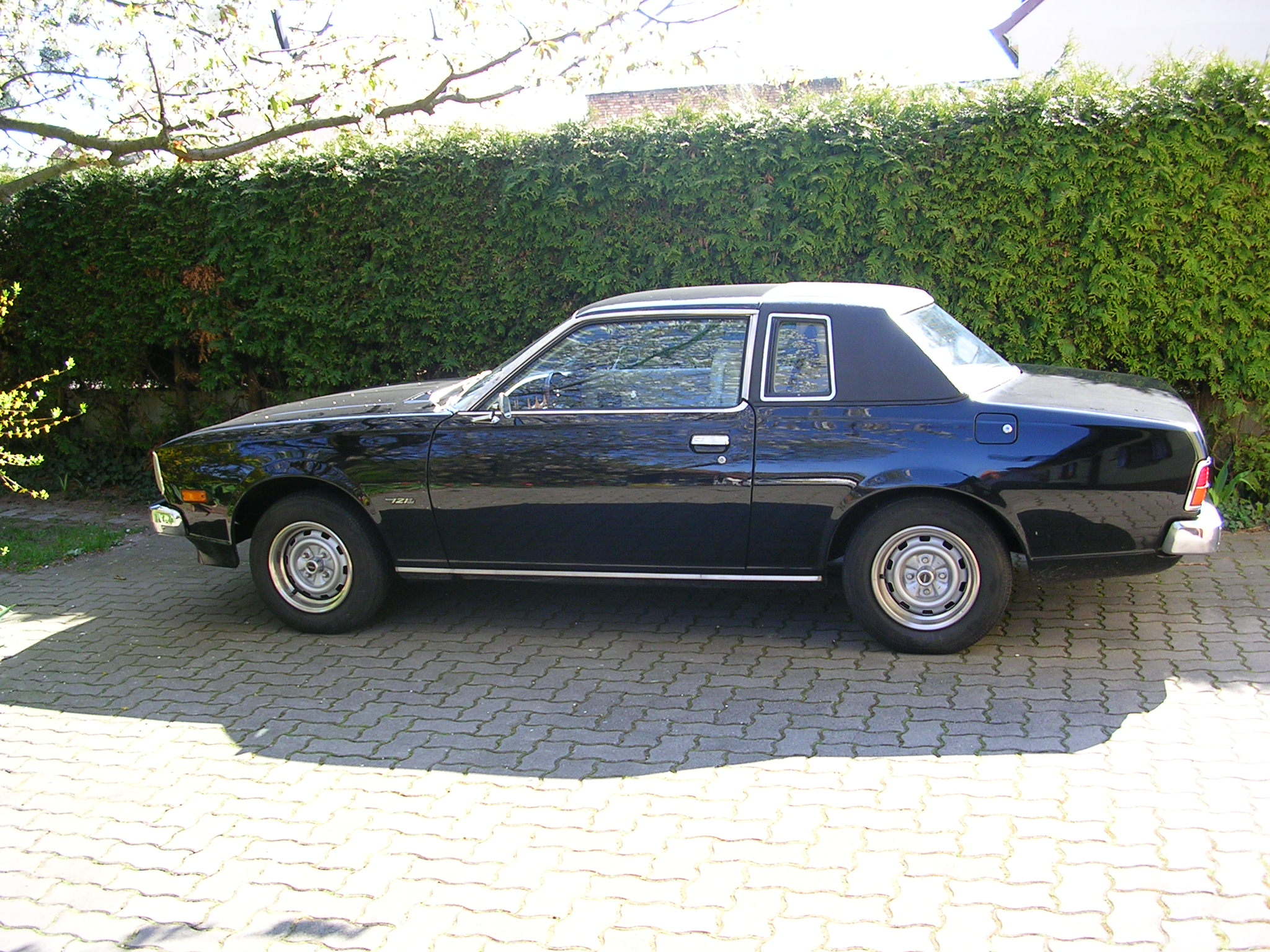
車側

### 第三代（HB系 1981年-1990年）
1981年第三代Cosmo正式發售，因為同樣採用HB平台，可和第四代Luce（外銷版稱為馬自達929）視為兄弟車。依車身外型可區分成二、四門無B柱硬頂型（pierless hardtop）轎車、四門轎車共三種，按引擎型式可區分成1.8L直列四缸SOHC VC型引擎、2.0L直列四缸SOHC F/MA型 / FE型引擎、573c.c. X 2 12A型轉子引擎、573c.c. X 2 12A型渦輪增壓轉子引擎、654c.c. X 2 13B-RESI型轉子引擎、2.2L直列四缸S2型柴油引擎等共七種，因此此代的外型與引擎搭配狀況相當複雜。話說回來，第三代Cosmo也是汽車發展史上唯一提供往復式活塞汽油、柴油與轉子三種不同引擎型式的車款。
日本市場率先在1981年9月推出二門無B柱硬頂型（pierless hardtop）轎車搭載2.0L直列四缸SOHC F/MA型，10月1日為四門無B柱硬頂型（pierless hardtop）轎車搭載2.0L直列四缸SOHC F/MA型，10月16日則為四門轎車搭載12A型轉子引擎或2.2L直列四缸S2型柴油引擎。考量到風阻問題，無B柱硬頂車型配備了上掀啟閉式四顆頭燈；其中二門無B柱硬頂車型的風阻係數Cd值更創下0.32的紀錄。
12A型轉子引擎採用最新6PI技術，也就是六個進、排氣埠。原先一顆轉子配了進、排氣埠各一個，但這種最新技術卻是一個轉子配了三個，故兩個轉子共計六個。如此一來，向上提升了油耗表現。1982年10月發表12A型轉子引擎搭配渦輪增壓器，但考慮到耐用度，並未使用6PI技術。除誇耀「全域、全速渦輪」的高性能表現，也開啟了1980年代日本車廠競相開發高馬力輸出引擎的發端。
1983年 - 10月進行小改款，四門無B柱硬頂車型的頭燈改為固定式；同時轉子引擎也改為13B-RESI（rotary engine super injection，「超級噴射式轉子引擎」的縮寫）型；而二門無B柱硬頂車型則繼續沿用上掀啟閉式四顆頭燈，但翌年9月跟著改為固定式頭燈。
1985年 - 5月跟Luce一樣，往復式活塞引擎車款追加「Genteel」車型。不過Luce在1986年進行大改款，Cosmo則持續到1990年才改朝換代。

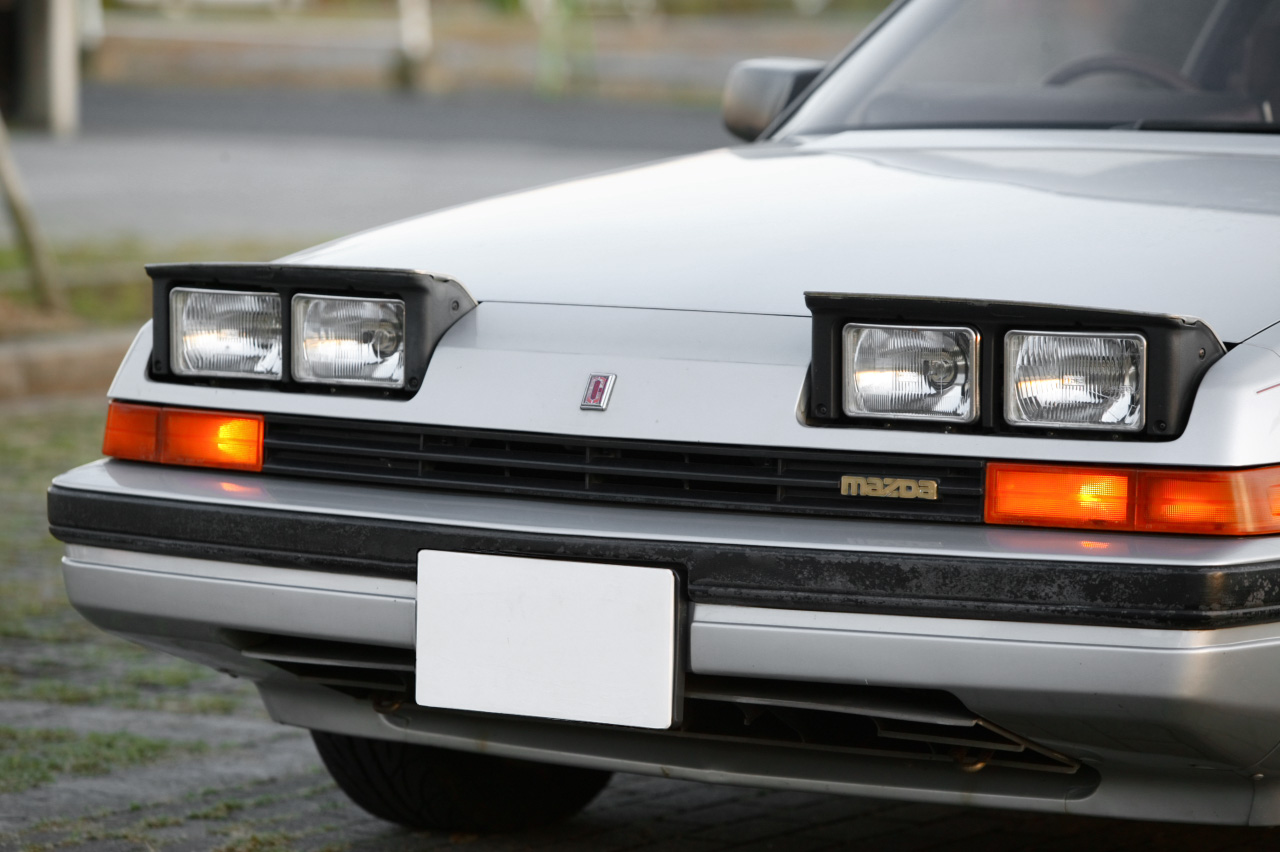
上掀啟閉式四顆頭燈掀開時的模樣
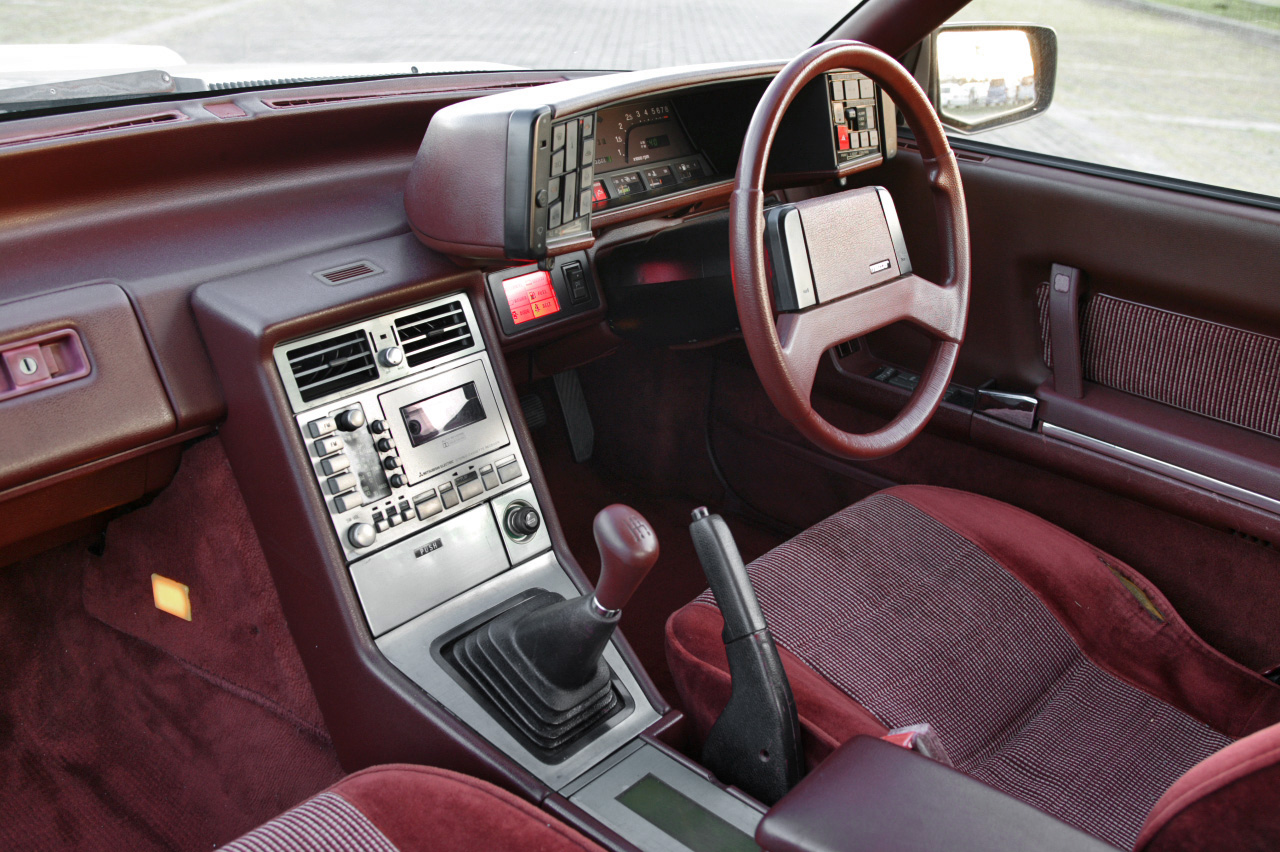
右駕版駕駛座
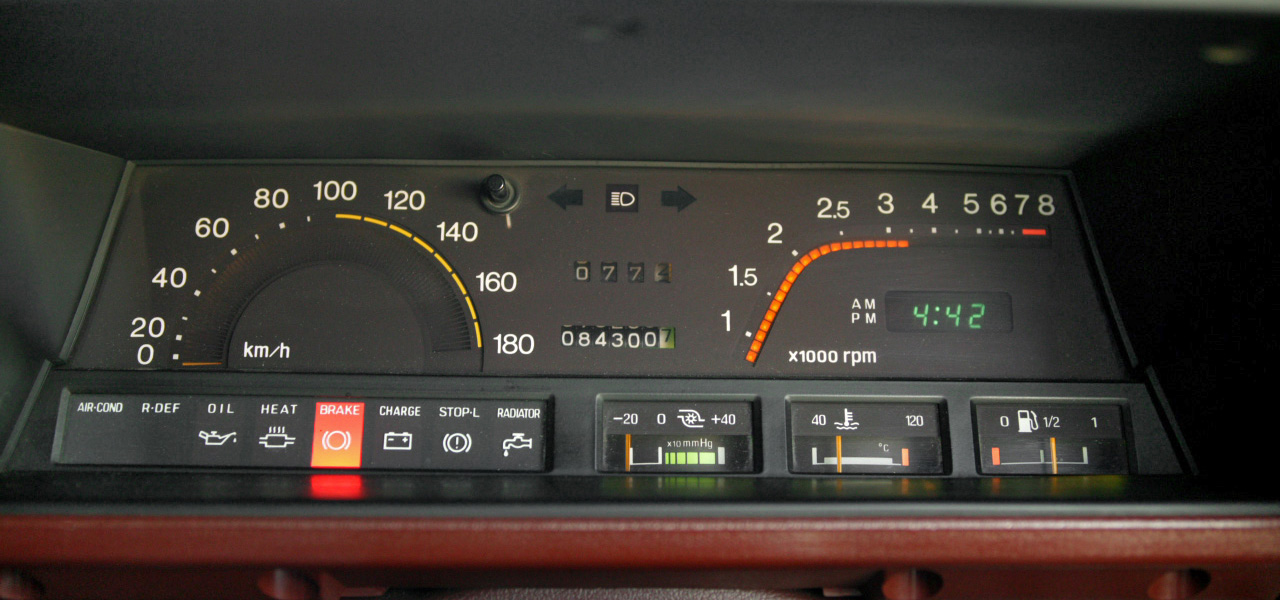
儀錶板
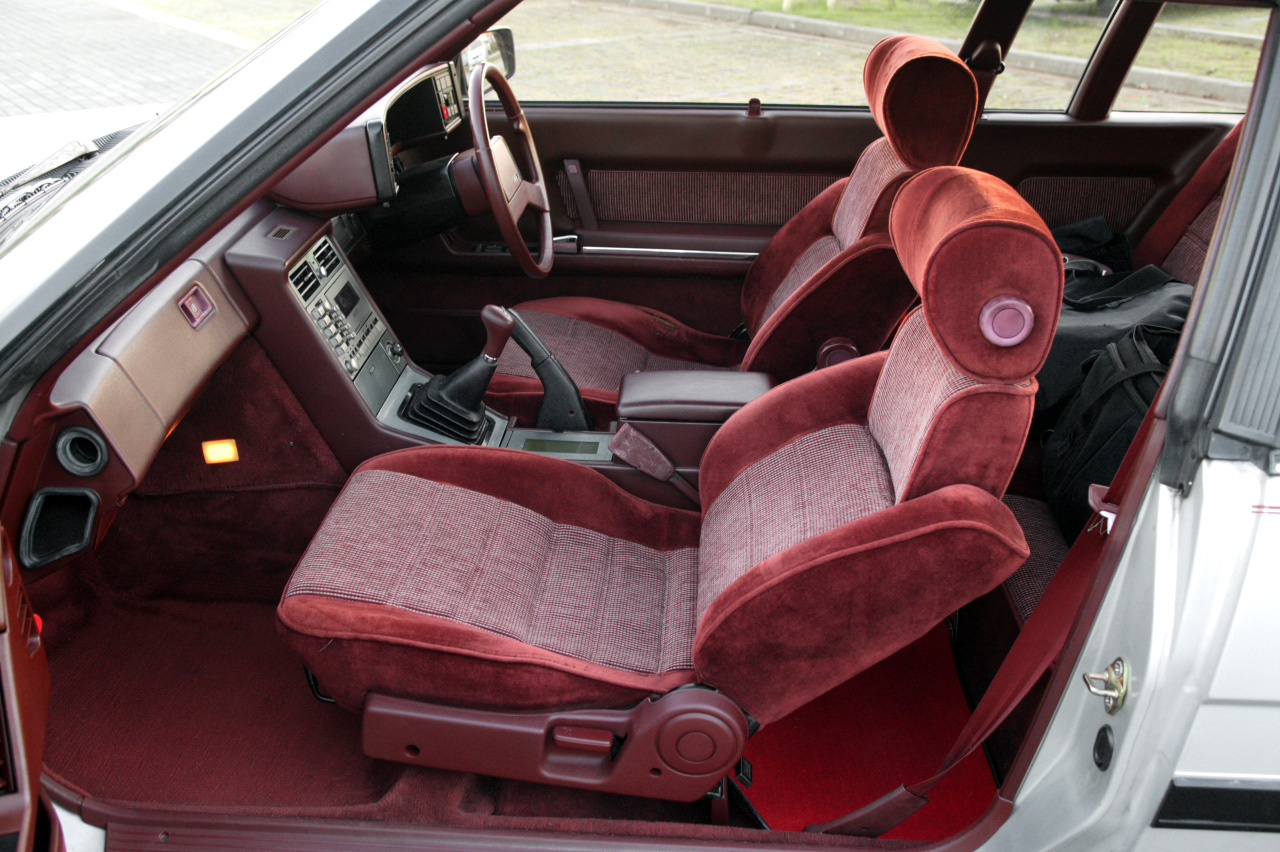
內裝
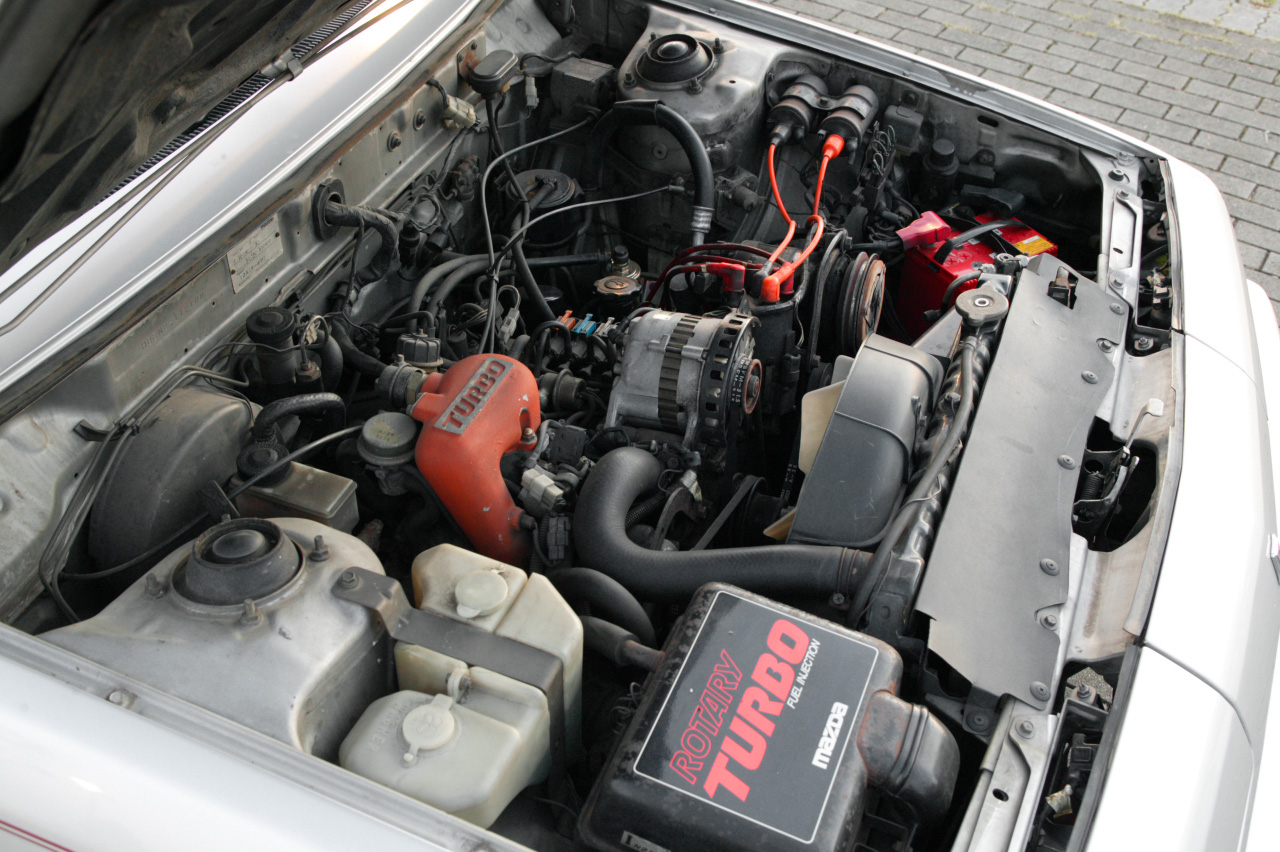
引擎室

### 第四代（JC系 1990年-1996年）
1990年 - 4月大改款的第四代Enuos Cosmo公開發售，時值馬自達推行多品牌策略，故冠上Eunos的副品牌名。該車以JC平台打造，車身設計則為二門轎跑車造型。這款車的頂級車型擁有當年稱作「CCS」（Car Communication System之縮寫）的GPS全球定位系统（由馬自達與三菱電機共同開發），要操作全自動空調系統必須透過GPS的觸控式螢幕；而沒有GPS的車型則附有正常的空調操作面板。
動力來源為世界首創三顆轉子的654c.c. X 3 20B-REW型轉子引擎與654c.c. X 2 13B-REW型轉子引擎，且兩種皆採用和第三代RX-7相同的序列式雙渦輪增壓系統（sequential twin turbocharged system，關於此系統的詳細解釋請見第三代RX-7的章節）。20B-REW型的馬力輸出相當驚人，為了符合日本車廠自主馬力280ps上限的要求，馬自達刻意窄化進氣埠及縮小渦輪。同時因偏心軸（eccentric shaft，轉子中間的芯軸）和正中央的轉子難以冷卻，故這款車採用的序列式雙渦輪增壓系統的主渦輪與副渦輪尺寸跟RX-7有點差異。相對來說，這也造成20B-REW型維修上的麻煩。另一方面，遇到市區塞車、走走停停的駕駛狀況時，油耗表現非常差，只有約1~3 KM/L。為了對應轉子引擎在高轉速域的特性，消音器經過特別設計，故20B-REW型有四根排氣尾管、13B-REW型有兩根，在外觀上很容易辨識。
變速箱方面，由於當時尚未開發出能承受三轉子引擎輸出大轉矩（380N·m / 1,800rpm）的手動排檔系統，故改採四速自動排檔。1991年曾推出名為「Type-SX」的特別限量車，具有較硬的懸吊系統與BBS製輪框。直到1996年正式停產時，總共製造了8,875輛。雖然這款車僅限日本市場銷售，仍有少部分透過貿易商管道引入澳洲、紐西蘭、英國、香港等地。

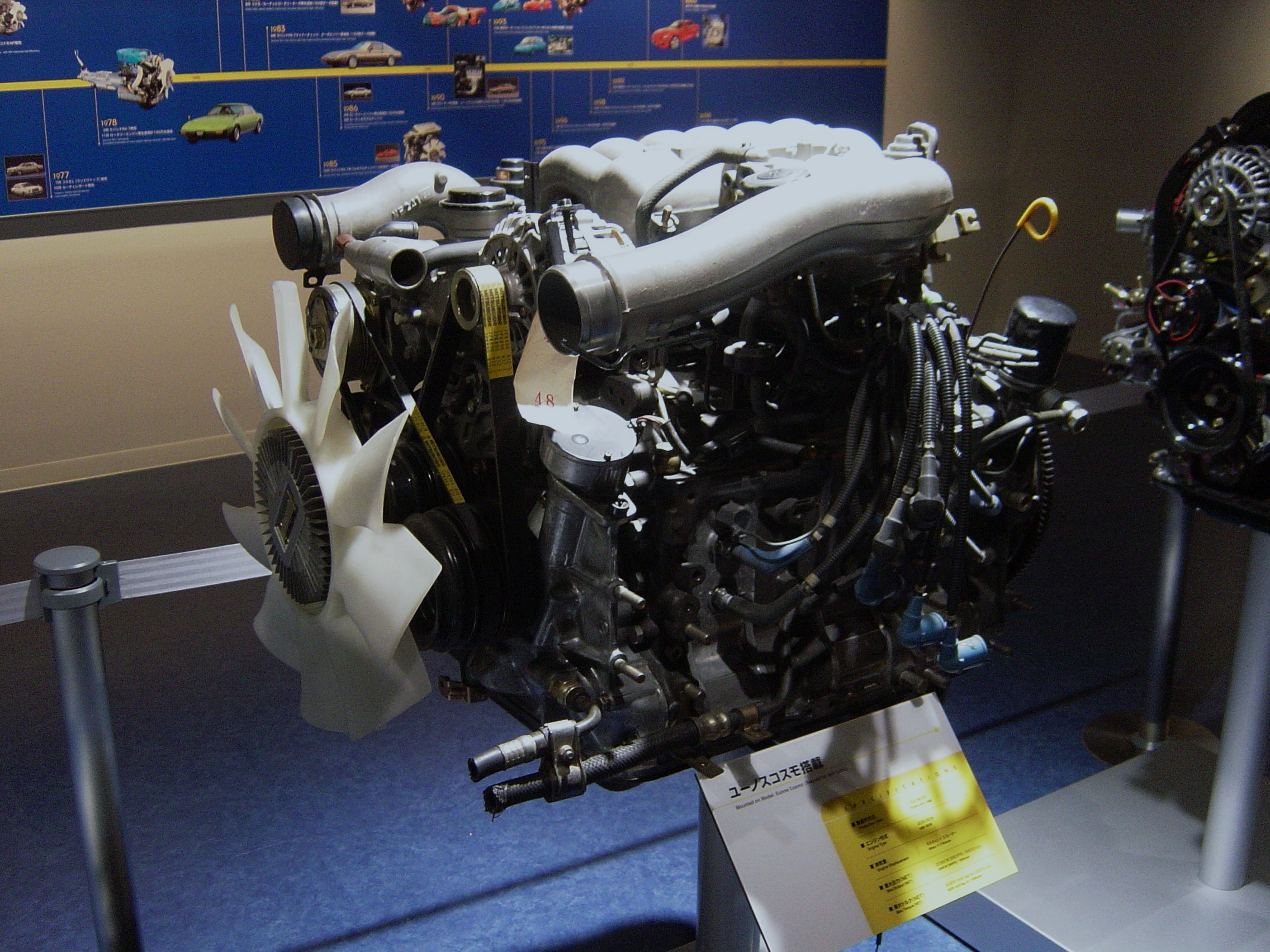
20B-REW三轉子引擎
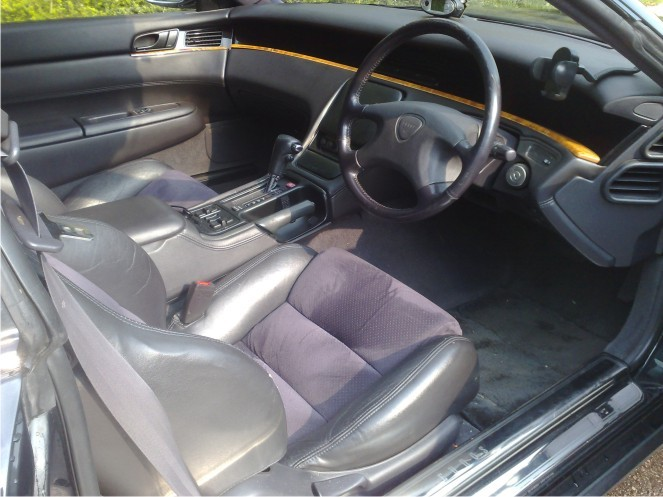
內裝
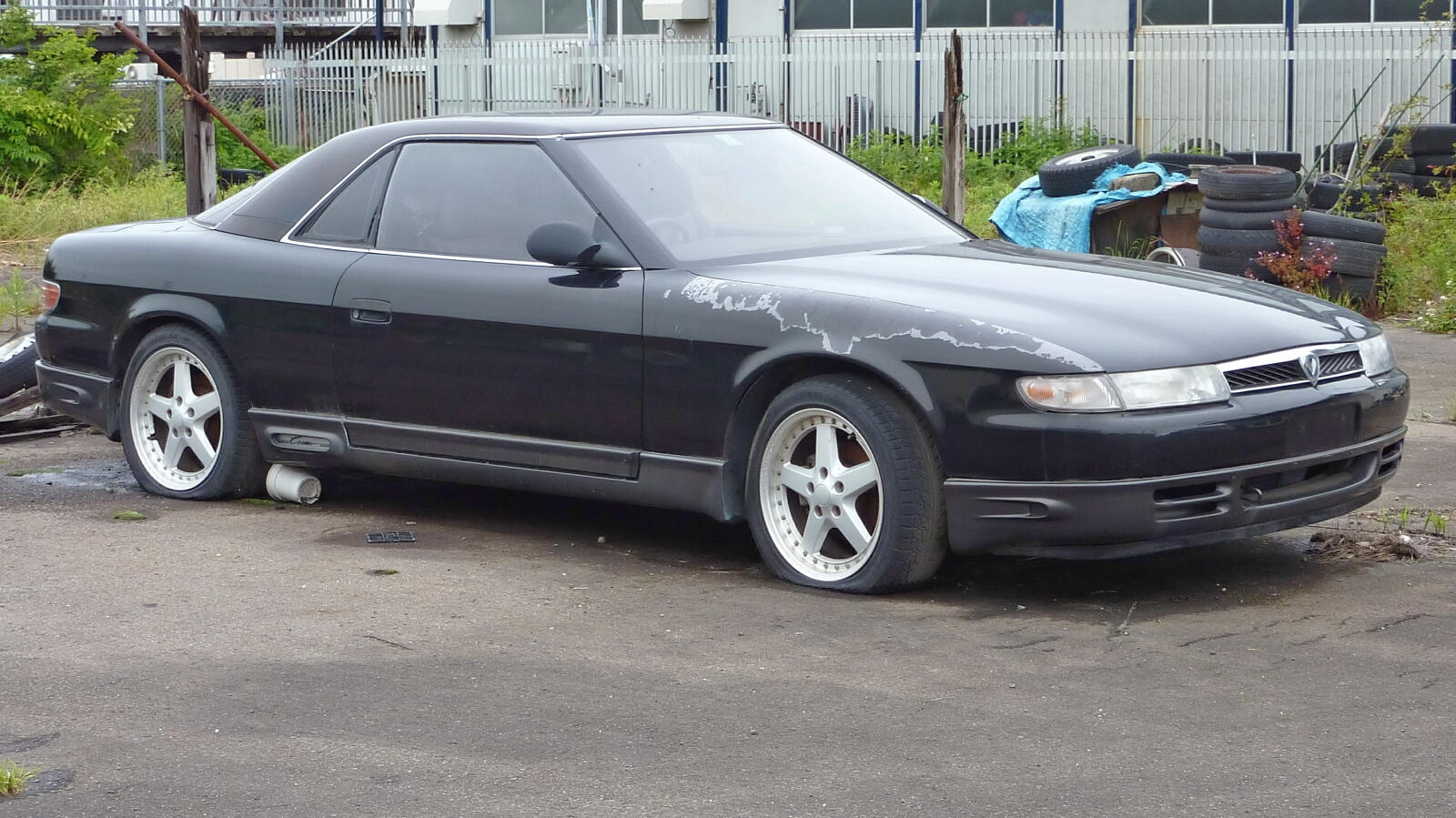
外觀

## 外部連結
- 中國官方網站-【MAZDA】傳奇跑車「Cosmo Sports」
- （日語）【MAZDA】コスモ編：初代AP～3代目 （页面存档备份，存于）
- AutoNet:日本名車系列（139）-MAZDA Cosmo（1990-1995） （页面存档备份，存于）
- （日語）日本の自動車技術240選 - マツダコスモスポーツ
- （英文）Mazda Cosmo 110 Sport Club （页面存档备份，存于）